# Haltýř

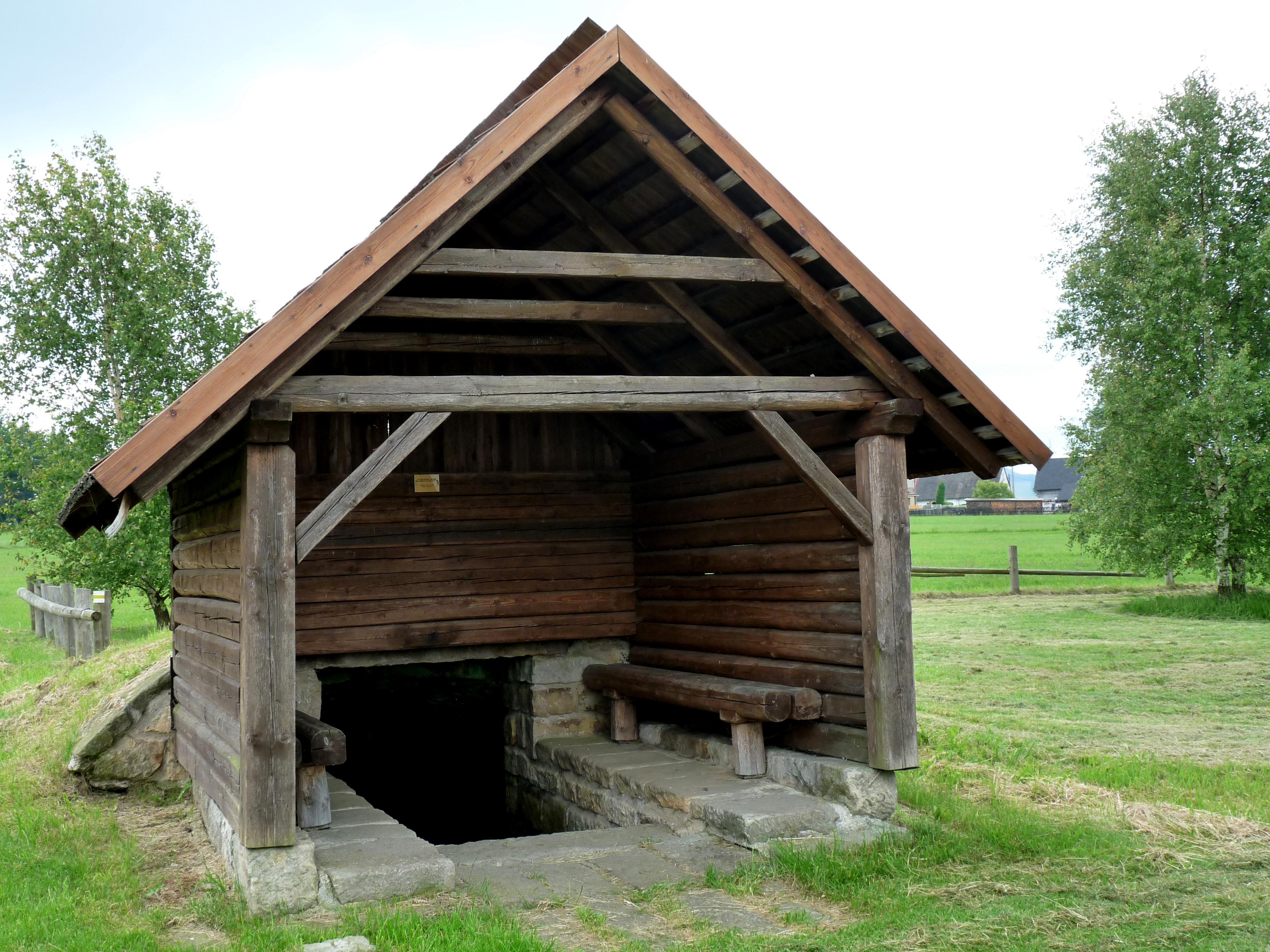
Krásně zrekonstruované haltýře najdeme v Bezděkově nad Metují

Haltýř je drobná stavba vybudovaná nad pramenem či potokem, která slouží k chlazení potravin. Ty se ukládaly v hliněných či keramických nádobách buďto přímo do vody v haltýři (například mléko v krajáči), nebo se skládaly či věšely do stínu nad vodní hladinou. Haltýře se stavěly nejčastěji ze dřeva, existovaly ale i zděné a kamenné, případně kombinované a pravděpodobně i jako upravené přírodní jeskyně a průrvy. Dřevěná verze byla obvykle koncipovaná tak, aby samotné dřevo zasahovalo pod hladinu a stále sáklo vodu. Odparem docházelo k odvádění tepla, což pomáhalo udržovat chlad uvnitř. Dá se tedy říci, že haltýře byly předchůdci dnešních ledniček. Krajově se haltýřům též mohlo říkat „lednice“. V Krkonoších se podobným objektům například říkalo mléčnice a sloužily k uchování čerstvého mléka před dalším zpracováním.
Výraz haltýř se krajově používal i pro objekty pro krátkodobé uchování živých ryb po výlovu rybníka (provedením byly takřka totožné s haltýři na chlazení potravin), nádoby pro ryby s průtokovou vodou a nebo jako vedlejší zdroje vodních náhonů.

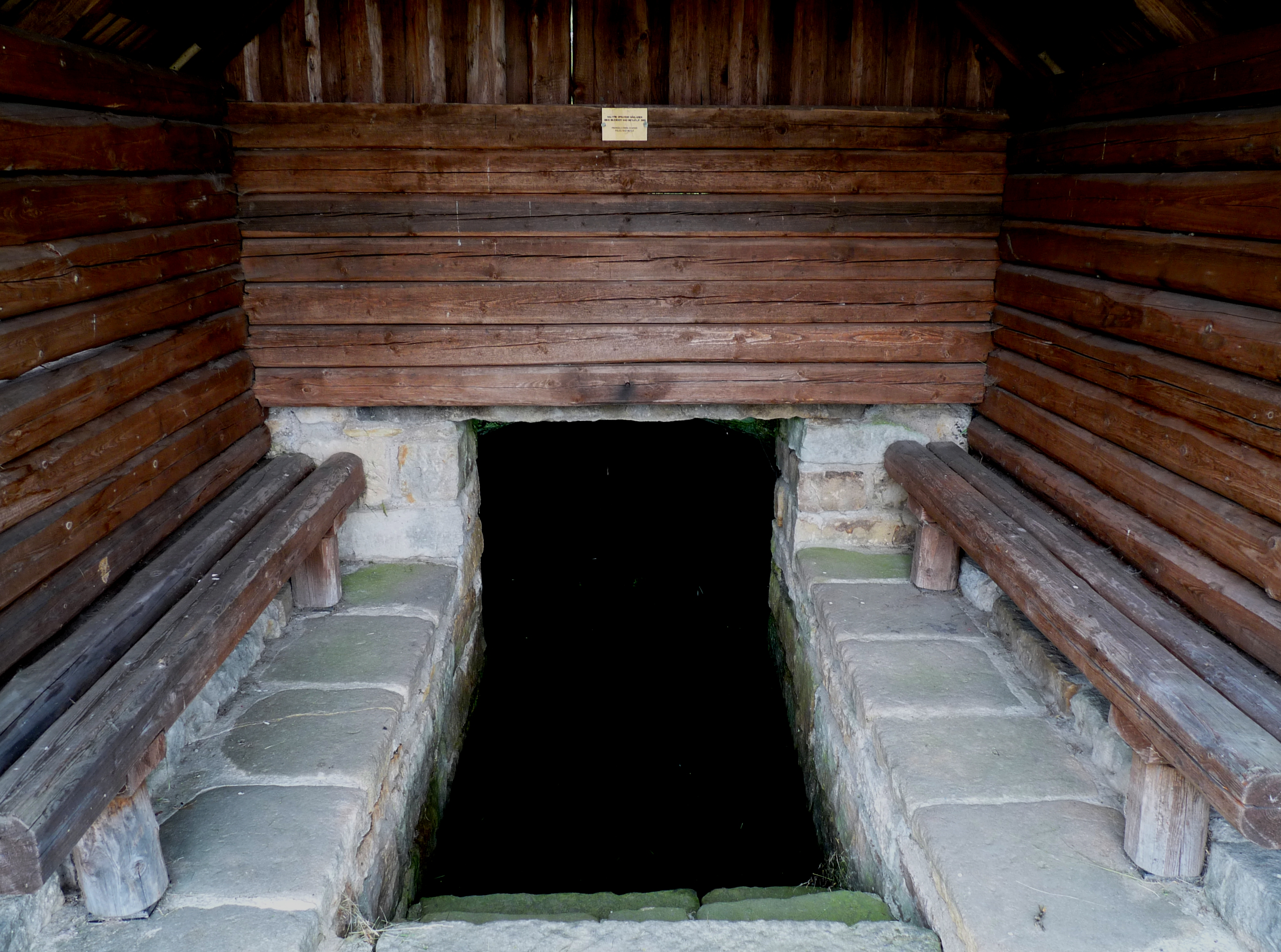
Dnes slouží bezděkovské haltýře především k odpočinku turistů